# Alberto I di Meißen
Alberto I di Meißen, detto il Superbo (1158 – 1195), è stato un nobile tedesco.
Fu dapprima in contrapposizione col padre Ottone II di Meißen, margravio di Meißen, che fu da lui ucciso nel 1190 e poi con il fratello Teodorico I di Meißen, che lo uccise nel 1195. In tutto tenne il margraviato per 5 anni.